# Per Ole Persson
Per Ole Kenneth Persson, född 28 november 1975, är en svensk författare. 
Persson växte upp på landsbygden söder om Malmö och redan i tioårsåldern skrev han långa berättelser. Under gymnasietiden genomgick han en kockutbildning och från det att han var arton år arbetade han på restauranger och herrgårdar på olika platser i Sverige och Danmark. Han gjorde uppehåll från yrkeslivet som kock och inledde studier i internationell utveckling; ett ämne i vilket han har en magisterexamen. Flera års volontärt engagemang i Sverige följdes av utvecklingsarbete för FN i Guatemala, Ecuador och på Östtimor.
2007 kom den poetiska romanen Veteran. Denna bok nylanserades 2020 på Saga Egmont/Lindhardt og Ringhof. 2012 kom romanen Jaco, utgiven på Albert Bonniers Förlag. Romanen tar avstamp i Perssons erfarenheter av FN-arbete och utspelar sig på Timor 2006.  2013 gavs Jaco ut på det danska förlaget Batzer & Co. och det finska förlaget Werner Söderström Oy. 2017 kom romanen Vildhund. 2020 gavs Vildhund ut på det danska förlaget Brændpunkt och nylanserades på svenska på Saga Egmont/Lindhardt og Ringhof. Vildhund utspelar sig på akutavdelningen på Råby ungdomshem utanför Lund.

## Priser och utmärkelser
- 2012 - Umeå novellpris för novellen Isolerad.[4]

### Fotnoter
1. 1 2  ”Per Ole Persson”. Albert Bonniers Förlag. https://www.albertbonniersforlag.se/forfattare/36021/per-ole-persson/. Läst 13 februari 2012.
2. ↑  ”Jaco”. Albert Bonniers Förlag. Arkiverad från originalet den 16 juli 2012. https://archive.is/20120716232735/http://www.albertbonniersforlag.se/Bocker-auto/Bokpresentationssida/?isbn=9789100127190. Läst 13 februari 2012.
3. ↑  ”Forfattere”. Forlaget Brændpunkt. https://brændpunkt.dk/index.php/forfattere/. Läst 2 november 2020.
4. ↑  ”Umeå novellpris 2012”. Arkiverad från originalet den 18 september 2012. https://archive.is/20120918235343/http://www.umea2014.se/arkivnyheter/stinastoorfranbjurholmvannumeanovellpris2012.5.74ba666a135d322968a3686.html. Läst 5 april 2012.